# Élections municipales de 2001 dans le Bas-Saint-Laurent
Les élections municipales québécoises de 2001 se déroulent le 4 novembre 2001. Elles permettent d'élire les maires et les conseillers de chacune des municipalités locales du Québec, ainsi que les préfets de quelques municipalités régionales de comté.

## Bas-Saint-Laurent

### Albertville
| Poste/District             | Élu               | Type d'élection |
| -------------------------- | ----------------- | --------------- |
| Maire                      | Gratien Thériault | Sans opposition |
| Taux de participation: n/a |                   |                 |

### Auclair
| Poste/District             | Élu            | Type d'élection |
| -------------------------- | -------------- | --------------- |
| Maire                      | Doris Lévesque | Sans opposition |
| Taux de participation: n/a |                |                 |

### Baie-des-Sables
| Poste/District              | Élu               | Type d'élection |
| --------------------------- | ----------------- | --------------- |
| Maire                       | Jacques Couillard | Scrutin         |
| Taux de participation: 82 % |                   |                 |

### Cabano
| Poste/District              | Élu             | Type d'élection |
| --------------------------- | --------------- | --------------- |
| Maire                       | Jacques Asselin | Scrutin         |
| Taux de participation: 66 % |                 |                 |

### Causapscal
| Poste/District              | Élu            | Type d'élection |
| --------------------------- | -------------- | --------------- |
| Maire                       | Jacques Parent | Scrutin         |
| Taux de participation: 64 % |                |                 |

### Esprit-Saint
| Poste/District              | Élu          | Type d'élection |
| --------------------------- | ------------ | --------------- |
| Maire                       | Marlène Dubé | Scrutin         |
| Taux de participation: 75 % |              |                 |

### Grand-Métis
| Poste/District             | Élu            | Type d'élection |
| -------------------------- | -------------- | --------------- |
| Maire                      | Donald Ouellet | Sans opposition |
| Taux de participation: n/a |                |                 |

### La Rédemption
| Poste/District              | Élu             | Type d'élection |
| --------------------------- | --------------- | --------------- |
| Maire                       | Viateur Labonté | Scrutin         |
| Taux de participation: 72 % |                 |                 |

### La Trinité-des-Monts
| Poste/District             | Élu            | Type d'élection |
| -------------------------- | -------------- | --------------- |
| Maire                      | Raymond Martin | Sans opposition |
| Taux de participation: n/a |                |                 |

### Lac-au-Saumon
| Poste/District              | Élu               | Type d'élection |
| --------------------------- | ----------------- | --------------- |
| Maire                       | Aurélien Beaulieu | Scrutin         |
| Taux de participation: 40 % |                   |                 |

### Lac-des-Aigles
| Poste/District             | Élu            | Type d'élection |
| -------------------------- | -------------- | --------------- |
| Maire                      | Claude Breault | Sans opposition |
| Taux de participation: n/a |                |                 |

### Matane
| Poste/District              | Élu           | Type d'élection |
| --------------------------- | ------------- | --------------- |
| Maire                       | Linda Cormier | Scrutin         |
| Taux de participation: 56 % |               |                 |

### Mont-Carmel
| Poste/District              | Élu           | Type d'élection |
| --------------------------- | ------------- | --------------- |
| Maire                       | Denis Boucher | Scrutin         |
| Taux de participation: 55 % |               |                 |

### Mont-Joli
| Poste/District              | Élu            | Type d'élection |
| --------------------------- | -------------- | --------------- |
| Maire                       | Ghislain Fiola | Scrutin         |
| Taux de participation: 53 % |                |                 |

### Notre-Dame-des-Neiges
| Poste/District             | Élu           | Type d'élection |
| -------------------------- | ------------- | --------------- |
| Maire                      | André Leblond | Sans opposition |
| Taux de participation: n/a |               |                 |

### Notre-Dame-du-Lac
| Poste/District             | Élu          | Type d'élection |
| -------------------------- | ------------ | --------------- |
| Maire                      | Réal Voisine | Sans opposition |
| Taux de participation: n/a |              |                 |

### Packington
| Poste/District             | Élu            | Type d'élection |
| -------------------------- | -------------- | --------------- |
| Maire                      | Serge Beaulieu | Sans opposition |
| Taux de participation: n/a |                |                 |

### Padoue
| Poste/District             | Élu               | Type d'élection |
| -------------------------- | ----------------- | --------------- |
| Maire                      | Marc-André Lavoie | Sans opposition |
| Taux de participation: n/a |                   |                 |

### Rimouski
| Poste/District              | Élu             | Type d'élection |
| --------------------------- | --------------- | --------------- |
| Maire                       | Michel Tremblay | Scrutin         |
| Taux de participation: 52 % |                 |                 |

### Rivière-Bleue
| Poste/District              | Élu           | Type d'élection |
| --------------------------- | ------------- | --------------- |
| Maire                       | Fernand Morin | Scrutin         |
| Taux de participation: 64 % |               |                 |

### Saint-Adelme
| Poste/District              | Élu                | Type d'élection |
| --------------------------- | ------------------ | --------------- |
| Maire                       | Jean-Claude Labrie | Scrutin         |
| Taux de participation: 71 % |                    |                 |

### Saint-Alexandre-de-Kamouraska
| Poste/District             | Élu                 | Type d'élection |
| -------------------------- | ------------------- | --------------- |
| Maire                      | Jean-Simon Bélanger | Sans opposition |
| Taux de participation: n/a |                     |                 |

### Saint-Alexandre-des-Lacs
| Poste/District             | Élu            | Type d'élection |
| -------------------------- | -------------- | --------------- |
| Maire                      | Bernard Dumais | Sans opposition |
| Taux de participation: n/a |                |                 |

### Saint-Anaclet-de-Lessard
| Poste/District             | Élu         | Type d'élection |
| -------------------------- | ----------- | --------------- |
| Maire                      | Alain Dumas | Sans opposition |
| Taux de participation: n/a |             |                 |

### Saint-Bruno-de-Kamouraska
| Poste/District              | Élu              | Type d'élection |
| --------------------------- | ---------------- | --------------- |
| Maire                       | Normand Lévesque | Scrutin         |
| Taux de participation: 61 % |                  |                 |

### Saint-Charles-Garnier
| Poste/District              | Élu         | Type d'élection |
| --------------------------- | ----------- | --------------- |
| Maire                       | Hervé Garon | Scrutin         |
| Taux de participation: 65 % |             |                 |

### Saint-Clément
| Poste/District             | Élu           | Type d'élection |
| -------------------------- | ------------- | --------------- |
| Maire                      | Aliette April | Sans opposition |
| Taux de participation: n/a |               |                 |

### Saint-Cléophas
| Poste/District              | Élu                 | Type d'élection |
| --------------------------- | ------------------- | --------------- |
| Maire                       | Roland Saint-Pierre | Scrutin         |
| Taux de participation: 67 % |                     |                 |

### Saint-Cyprien
| Poste/District             | Élu           | Type d'élection |
| -------------------------- | ------------- | --------------- |
| Maire                      | Michel Lagacé | Sans opposition |
| Taux de participation: n/a |               |                 |

### Saint-Damase
| Poste/District             | Élu             | Type d'élection |
| -------------------------- | --------------- | --------------- |
| Maire                      | Bertrand Lavoie | Sans opposition |
| Taux de participation: n/a |                 |                 |

### Saint-Denis
| Poste/District             | Élu             | Type d'élection |
| -------------------------- | --------------- | --------------- |
| Maire                      | Jean Desjardins | Sans opposition |
| Taux de participation: n/a |                 |                 |

### Saint-Donat
- Aucun candidat lors de l'élection générale, la mairesse Gisèle Primard demeure en poste jusqu'à l'élection du 17 février 2002

### Saint-Éloi
| Poste/District             | Élu                 | Type d'élection |
| -------------------------- | ------------------- | --------------- |
| Maire                      | Chantal B. Bouchard | Sans opposition |
| Taux de participation: n/a |                     |                 |

### Saint-Eugène-de-Ladrière
| Poste/District             | Élu            | Type d'élection |
| -------------------------- | -------------- | --------------- |
| Maire                      | Gilbert Pigeon | Sans opposition |
| Taux de participation: n/a |                |                 |

### Saint-Eusèbe
| Poste/District              | Élu              | Type d'élection |
| --------------------------- | ---------------- | --------------- |
| Maire                       | Gaston Chouinard | Scrutin         |
| Taux de participation: 65 % |                  |                 |

### Saint-François-Xavier-de-Viger
| Poste/District             | Élu          | Type d'élection |
| -------------------------- | ------------ | --------------- |
| Maire                      | Raymond Dubé | Sans opposition |
| Taux de participation: n/a |              |                 |

### Saint-Georges-de-Cacouna
| Poste/District             | Élu                | Type d'élection |
| -------------------------- | ------------------ | --------------- |
| Maire                      | Jacques M. Michaud | Sans opposition |
| Taux de participation: n/a |                    |                 |

### Saint-Germain
| Poste/District              | Élu         | Type d'élection |
| --------------------------- | ----------- | --------------- |
| Maire                       | Bernard Roy | Scrutin         |
| Taux de participation: 88 % |             |                 |

### Saint-Guy
| Poste/District             | Élu              | Type d'élection |
| -------------------------- | ---------------- | --------------- |
| Maire                      | Jean-Noël Bolduc | Sans opposition |
| Taux de participation: n/a |                  |                 |

### Saint-Honoré-de-Témiscouata
| Poste/District             | Élu         | Type d'élection |
| -------------------------- | ----------- | --------------- |
| Maire                      | Marin Lebel | Sans opposition |
| Taux de participation: n/a |             |                 |

### Saint-Hubert-de-Rivière-du-Loup
| Poste/District             | Élu           | Type d'élection |
| -------------------------- | ------------- | --------------- |
| Maire                      | Jacques Morin | Sans opposition |
| Taux de participation: n/a |               |                 |

### Saint-Jean-de-Cherbourg
| Poste/District              | Élu              | Type d'élection |
| --------------------------- | ---------------- | --------------- |
| Maire                       | Alcide Prévèreau | Scrutin         |
| Taux de participation: 77 % |                  |                 |

### Saint-Jean-de-Dieu
| Poste/District             | Élu              | Type d'élection |
| -------------------------- | ---------------- | --------------- |
| Maire                      | Rodrigue Soulard | Sans opposition |
| Taux de participation: n/a |                  |                 |

### Saint-Jean-de-la-Lande
| Poste/District              | Élu                    | Type d'élection |
| --------------------------- | ---------------------- | --------------- |
| Maire                       | Noël Dubé Saint-Pierre | Scrutin         |
| Taux de participation: 81 % |                        |                 |

### Saint-Joseph-de-Kamouraska
| Poste/District             | Élu         | Type d'élection |
| -------------------------- | ----------- | --------------- |
| Maire                      | Sylvain Roy | Sans opposition |
| Taux de participation: n/a |             |                 |

### Saint-Joseph-de-Lepage
| Poste/District             | Élu                 | Type d'élection |
| -------------------------- | ------------------- | --------------- |
| Maire                      | Réginald Morissette | Sans opposition |
| Taux de participation: n/a |                     |                 |

### Saint-Juste-du-Lac
| Poste/District             | Élu                | Type d'élection |
| -------------------------- | ------------------ | --------------- |
| Maire                      | Clarence Levasseur | Sans opposition |
| Taux de participation: n/a |                    |                 |

### Saint-Léandre
| Poste/District             | Élu           | Type d'élection |
| -------------------------- | ------------- | --------------- |
| Maire                      | Roger Bernier | Sans opposition |
| Taux de participation: n/a |               |                 |

### Saint-Léon-le-Grand
| Poste/District             | Élu            | Type d'élection |
| -------------------------- | -------------- | --------------- |
| Maire                      | Jean-Guy Rioux | Sans opposition |
| Taux de participation: n/a |                |                 |

### Saint-Louis-du-Ha! Ha!
| Poste/District             | Élu         | Type d'élection |
| -------------------------- | ----------- | --------------- |
| Maire                      | Donald Viel | Sans opposition |
| Taux de participation: n/a |             |                 |

### Saint-Marc-du-Lac-Long
| Poste/District             | Élu            | Type d'élection |
| -------------------------- | -------------- | --------------- |
| Maire                      | Adrien Kennedy | Sans opposition |
| Taux de participation: n/a |                |                 |

### Saint-Marcellin
| Poste/District              | Élu         | Type d'élection |
| --------------------------- | ----------- | --------------- |
| Maire                       | Pierre Côté | Scrutin         |
| Taux de participation: 43 % |             |                 |

### Saint-Mathieu-de-Rioux
| Poste/District             | Élu              | Type d'élection |
| -------------------------- | ---------------- | --------------- |
| Maire                      | Norbert Rousseau | Sans opposition |
| Taux de participation: n/a |                  |                 |

### Saint-Médard
| Poste/District             | Élu                | Type d'élection |
| -------------------------- | ------------------ | --------------- |
| Maire                      | Jean-Yves Beaulieu | Sans opposition |
| Taux de participation: n/a |                    |                 |

### Saint-Noël
| Poste/District             | Élu              | Type d'élection |
| -------------------------- | ---------------- | --------------- |
| Maire                      | Gilbert Sénéchal | Sans opposition |
| Taux de participation: n/a |                  |                 |

### Saint-Octave-de-Métis
| Poste/District             | Élu            | Type d'élection |
| -------------------------- | -------------- | --------------- |
| Maire                      | Camille Dufour | Sans opposition |
| Taux de participation: n/a |                |                 |

### Saint-Onésime-d'Ixworth
| Poste/District             | Élu                      | Type d'élection |
| -------------------------- | ------------------------ | --------------- |
| Maire                      | Ghislaine Millard Lavoie | Sans opposition |
| Taux de participation: n/a |                          |                 |

### Saint-Philippe-de-Néri
| Poste/District              | Élu         | Type d'élection |
| --------------------------- | ----------- | --------------- |
| Maire                       | René Dufour | Scrutin         |
| Taux de participation: 73 % |             |                 |

### Saint-Pierre-de-Lamy
| Poste/District             | Élu            | Type d'élection |
| -------------------------- | -------------- | --------------- |
| Maire                      | Benoit Ouellet | Sans opposition |
| Taux de participation: n/a |                |                 |

### Saint-Simon
| Poste/District             | Élu            | Type d'élection |
| -------------------------- | -------------- | --------------- |
| Maire                      | Jérôme Rouleau | Sans opposition |
| Taux de participation: n/a |                |                 |

### Saint-Tharcisius
| Poste/District              | Élu        | Type d'élection |
| --------------------------- | ---------- | --------------- |
| Maire                       | Rita Rioux | Scrutin         |
| Taux de participation: 67 % |            |                 |

### Saint-Valérien
| Poste/District              | Élu               | Type d'élection |
| --------------------------- | ----------------- | --------------- |
| Maire                       | Marcella Fournier | Scrutin         |
| Taux de participation: 63 % |                   |                 |

### Saint-Vianney
| Poste/District              | Élu             | Type d'élection |
| --------------------------- | --------------- | --------------- |
| Maire                       | Georges Guénard | Scrutin         |
| Taux de participation: 70 % |                 |                 |

### Saint-Zénon-du-Lac-Humqui
| Poste/District              | Élu             | Type d'élection |
| --------------------------- | --------------- | --------------- |
| Maire                       | Réginald Duguay | Scrutin         |
| Taux de participation: 66 % |                 |                 |

### Sainte-Anne-de-la-Pocatière
| Poste/District             | Élu             | Type d'élection |
| -------------------------- | --------------- | --------------- |
| Maire                      | Marcel Bélanger | Sans opposition |
| Taux de participation: n/a |                 |                 |

### Sainte-Flavie
| Poste/District             | Élu            | Type d'élection |
| -------------------------- | -------------- | --------------- |
| Maire                      | Martine Paquet | Sans opposition |
| Taux de participation: n/a |                |                 |

### Sainte-Françoise
| Poste/District             | Élu             | Type d'élection |
| -------------------------- | --------------- | --------------- |
| Maire                      | Alcide D'Amours | Sans opposition |
| Taux de participation: n/a |                 |                 |

### Sainte-Hélène
| Poste/District             | Élu                  | Type d'élection |
| -------------------------- | -------------------- | --------------- |
| Maire                      | Rose-Hélène Bouffard | Sans opposition |
| Taux de participation: n/a |                      |                 |

### Saint-Irène
| Poste/District             | Élu            | Type d'élection |
| -------------------------- | -------------- | --------------- |
| Maire                      | Gaétan Ouellet | Sans opposition |
| Taux de participation: n/a |                |                 |

### Sainte-Jeanne-d'Arc
| Poste/District             | Élu            | Type d'élection |
| -------------------------- | -------------- | --------------- |
| Maire                      | Maurice Proulx | Sans opposition |
| Taux de participation: n/a |                |                 |

### Saint-Luce—Luceville
| Poste/District              | Élu               | Type d'élection |
| --------------------------- | ----------------- | --------------- |
| Maire                       | Gaston Gaudreault | Scrutin         |
| Taux de participation: 76 % |                   |                 |

### Sainte-Marguerite
| Poste/District             | Élu              | Type d'élection |
| -------------------------- | ---------------- | --------------- |
| Maire                      | Philippe Marquis | Sans opposition |
| Taux de participation: n/a |                  |                 |

### Sainte-Rita
| Poste/District              | Élu                | Type d'élection |
| --------------------------- | ------------------ | --------------- |
| Maire                       | Lorraine Malenfant | Scrutin         |
| Taux de participation: 85 % |                    |                 |

### Val-Brillant
| Poste/District              | Élu                 | Type d'élection |
| --------------------------- | ------------------- | --------------- |
| Maire                       | Marc-André Turcotte | Scrutin         |
| Taux de participation: 66 % |                     |                 |